# 新堡-旧城
新堡-旧城（法語：Châteauneuf-Villevieille）是法国滨海阿尔卑斯省的一个市镇，位于该省中南部，尼斯市区北部偏东，属于尼斯区。该市镇2009年时的人口为922人。
1992年以前，该市镇名为"孔特新堡"

## 人口
新堡-旧城人口变化图示
| 数据来源：INSEE |